# William Butler (Politiker, 1759)
William Butler (* 17. Dezember 1759 im Prince William County, Colony of Virginia; † 15. November 1821 bei Mount Willing, South Carolina) war ein britisch-amerikanischer Politiker. Zwischen 1801 und 1813 vertrat er den Bundesstaat South Carolina im US-Repräsentantenhaus.

## Werdegang
William Butler besuchte die öffentlichen Schulen in Virginia und zog dann nach South Carolina. Während des Unabhängigkeitskrieges diente er zwischen 1775 und 1783 unter verschiedenen Kommandeuren in der Kontinentalarmee. Bei Kriegsende war er zum Hauptmann aufgestiegen. Nach dem Krieg begann Butler eine politische Laufbahn. Zwischen 1787 und 1795 war er Abgeordneter im Repräsentantenhaus von South Carolina. Er war auch Mitglied der Versammlung, die die Verfassung der Vereinigten Staaten für den Staat South Carolina ratifizierte. Im Jahr 1791 war Butler auch Bezirkssheriff. Neben seinen anderen politischen Tätigkeiten war er zudem in der Miliz seines Staates aktiv. Im Jahr 1796 wurde er zum Generalmajor befördert.
Butler war Mitglied der vom späteren Präsidenten Thomas Jefferson gegründeten Demokratisch-Republikanischen Partei. Im Jahr 1800 wurde er im fünften Wahlbezirk von South Carolina in das US-Repräsentantenhaus in Washington, D.C. gewählt, wo er am 4. März 1801 die Nachfolge von Robert Goodloe Harper antrat. Bei den folgenden Kongresswahlen wurde er im ersten Distrikt gewählt und löste dort am 4. März 1803 John Rutledge ab. Nach vier weiteren Wiederwahlen konnte er bis zum 3. März 1813 im Kongress verbleiben. In dieser Zeit wurde das Staatsgebiet der Vereinigten Staaten durch den Louisiana Purchase von 1803 beträchtlich erweitert. 1804 wurde der 12. Verfassungszusatz verabschiedet, im Jahr 1812 begann der Britisch-Amerikanische Krieg.
1812 verzichtete William Butler auf eine erneute Kandidatur für den Kongress. Er wurde Kommandeur der zur Verteidigung South Carolinas aufgestellten Truppen. Danach zog er sich auf seine Plantage „Saluda River“ im Edgefield County zurück. Sie liegt nahe der heutigen Staatsstraße 194. Er war Sklavenhalter.
Die Geschichte von Simon Butler, einem Sklaven von William Butler auf der Saluda Plantage wurde durch mündliche Berichte seiner Nachkommen überliefert. Er kam als Kind aus dem Sudan, sein eigentlicher Name ist nicht bekannt. Später heiratete er Easter, eine Haussklavin von schwarzer und Cherokesischer Abstammung. Sie hatte sechzehn Kinder, von denen William Butler in einem Wutanfall drei auf eine Plantage bei Spartanburg verkaufte. Easter schlug er mit einem Gürtel ins Gesicht, wovon sie eine Narbe zurückbehielt. Die Namen von Simon und Easter sowie einiger ihrer Kinder sind in einer Urkundenrolle von 1870 überliefert, wo sie unter der Kategorie „Eigentum“ auftauchen.
Auf der Plantage ist William Butler im Jahr 1821 verstorben. Die Plantagengebäude sind nicht erhalten.
William Butler war der Vater von drei politisch aktiven Söhnen. William (1790–1850) war ebenfalls Kongressabgeordneter für South Carolina, Andrew (1796–1857) war US-Senator, Pierce (1798–1847) war Gouverneur von South Carolina. US-Senator Matthew Calbraith Butler (1836–1909) war ein Enkel von William Butler.